# Instituto Militar de Engenharia
Das Instituto Militar de Engenharia (Technisches Militärinstitut – IME) ist eine vom brasilianischen Militär geführte technische Universität. Laut Aussagen des brasilianischen Erziehungsministeriums handelt es sich um eine der besten Ingenieursschulen des Landes. Bei regelmäßig vom Ministerium durchgeführten Evaluationen (sowohl durch Prüfungen der Studenten als auch Bewertungen der Infrastruktur und Einrichtungen) findet sich das IME auf den ersten drei Plätzen. Die Zulassungsprüfungen der Universität gelten als die schwierigsten und umfassen gewöhnlich die Fächer Mathematik, Physik, Chemie und die portugiesische sowie die englische Sprache.
Die Universität zählt zu den ältesten Ingenieurshochschulen weltweit. Der gegenwärtige Campus befindet sich in Urca, einem Stadtteil im Süden von Rio de Janeiro.

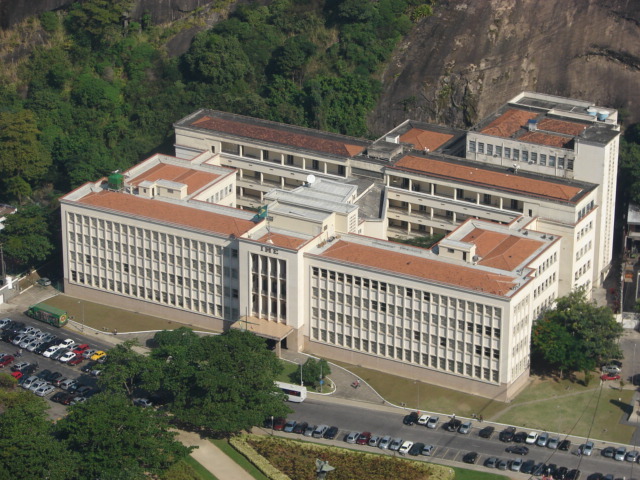

## Bekannte Professoren
- Helmut Schreyer

## Bekannte Alumni
- Euclides da Cunha